# 翹岐
翹岐（ぎょうき、生没年不詳）は、百済の王族。百済最後の王である義慈王（在位：641年 - 660年）の弟の王子とされているが、義慈王の王子で、日本に人質に出されていた扶余豊璋と同一人物とする説もある。

## 記録
翹岐の名前は、『日本書紀』巻第二十四によると、皇極天皇元年 - 2年の記事に集中して現れる。
皇極天皇元年（642年）1月、阿曇連比羅夫が筑紫国より駅馬（はいま＝早馬）に乗り、百済が舒明天皇の崩御を聞き弔使を遣わしてきたことと、百済が大乱になっているという報告をした。
その後、比羅夫たちが弔使から話を聞くと、「百済国王は『（王の弟で日本在住）の塞上はいつもひどいことをするので、百済に還る使者とともに帰国させることを、天皇は許すまい」と述べた。さらに弔使の従者たちから「去年の11月に大佐平の智積（ちしゃく）がなくなり、百済の使人が崑崙の使を海に投げ入れました。今年の正月には国の主（こきし）の母がなくなり、弟王子の子である翹岐や、母妹（おもはらから＝同母妹）の女子、内佐平の岐味（きみ）、その他、『高き名有る人四十余り、嶋（せま）に流されぬ』」という情報を得た。なお、この時の『三国史記』には、国王の母親の死については触れられていない。
同じ月、高句麗の使者が難波津にやってきたので、諸の大夫（まえつぎみ）たちを遣わしたところ、高句麗でも伊梨柯須弥（いりかすみ）によるクーデターがあり、傀儡の王として宝蔵王が立てられたということがわかった（これは『旧唐書』高麗伝にも同様の記載がある）。
こうした事態に、大和政権は高句麗・百済の客（まろうと）を難波の郡（こおり）で饗応したあと、蘇我蝦夷に詔をして、高句麗・百済・新羅・任那に津守大海らが使いとして派遣されることが決定された。
以上のような措置をとった上で、亡命してきた王族の翹岐を、阿曇山背連、すなわち比羅夫の家に住まわせた（公式の使者から得られない独自の情報を得ようとしたものと想定される）。翌日、高句麗と百済の使人を饗応し、2日後、使人らはともに帰途についた。その後、3月には新羅からの使者が訪日した
4月、大使（こんつかい）の翹岐は従者を率いて、朝廷に拝礼した。蘇我蝦夷は、畝傍の家に（塞上をのぞく）翹岐たちを呼んで「親（みずから）対（むか）ひて語話（ものがたり）す（親しく対談した）」。その際に良馬一匹、鉄（ねりかね＝鉄の延べ板）二十鋌を与えた。
5月に、河内国依網屯倉の前で、翹岐らを呼んで騎射を見物させた。同月、翹岐の従者と子供が相次いでなくなった。この時に翹岐夫妻が喪に臨まなかったことについて、日本と風俗が異なるとの記述がある。その後、翹岐は妻子を連れて、百済の大井（現在の大阪府河内長野市太井）に移り住み（この地は敏達天皇・舒明天皇が宮殿を営んだ地だとも言われている）、人を派遣して子を石川（のちの河内国石川郡・錦部郡にあたり、現在の南河内郡南部から富田林市・河内長野市北部にかけての石川中流域）に葬らせた（阿曇比羅夫の家が石川郡山背にあったことがその理由ではないか、と遠山美都男は述べている）。
7月、
とあるのは、相撲に関する古い文献の一つである。宴会後、智積たちは退出し、翹岐の門の前で拝礼した。
翌年（643年）4月、筑紫大宰が馳駅（はゆま）して（早い馬を走らせて）、「百済国主の子翹岐弟王子が、調の使いとともにやって来ました」、と報告した。6月には、筑紫大宰は「高句麗が遣使して来朝しました」と伝え、同月、百済の調を進上する船が難波津に停泊した。
以上が、「翹岐」にまつわる記録のすべてである。上記のように、蘇我氏の翹岐への対応は、使者などで来朝した百済の王族と遜色ないものであった。

## 翹岐の正体
鈴木靖民は翹岐＝豊璋同一人物説を唱えており、翹岐（豊璋が）「大乱」によって太子の地位を異母兄に奪われ、倭国への人質として国外追放されたとしている。遠山美都男はさらに、豊璋の別名である「糾解」は「翹岐」と同じ音の朝鮮語を漢字に直したものではないかと述べている。
その両者でもない、武王の子である王族だと解釈することもでき、日本と百済との交流が密接だった事実を示しているとも見ることもできる。